# Vendes
Vendes ist eine französische Gemeinde im Département Calvados in der Region Normandie. Sie gehört zum Arrondissement Bayeux und zum Kanton Thue et Mue. Die Gemeinde hat 335 Einwohner (Stand: 1. Januar 2022).

## Geografie
Vendes liegt etwa 17 Kilometer westsüdwestlich von Caen. Umgeben wird Vendes von den Nachbargemeinden Juvigny-sur-Seulles im Norden, Tessel im Nordosten, Noyers-Bocage im Osten und Südosten, Monts-en-Bessin im Süden sowie Saint-Vaast-sur-Seulles im Südwesten und Westen.

## Bevölkerungsentwicklung
| 1962                       | 1968 | 1975 | 1982 | 1990 | 1999 | 2006 | 2019 |
| -------------------------- | ---- | ---- | ---- | ---- | ---- | ---- | ---- |
| 202                        | 199  | 215  | 273  | 293  | 283  | 300  | 333  |
| Quellen: Cassini und INSEE |      |      |      |      |      |      |      |

## Sehenswürdigkeiten
- Kirche Saint-Martin aus dem 13. Jahrhundert, Monument historique seit 1927

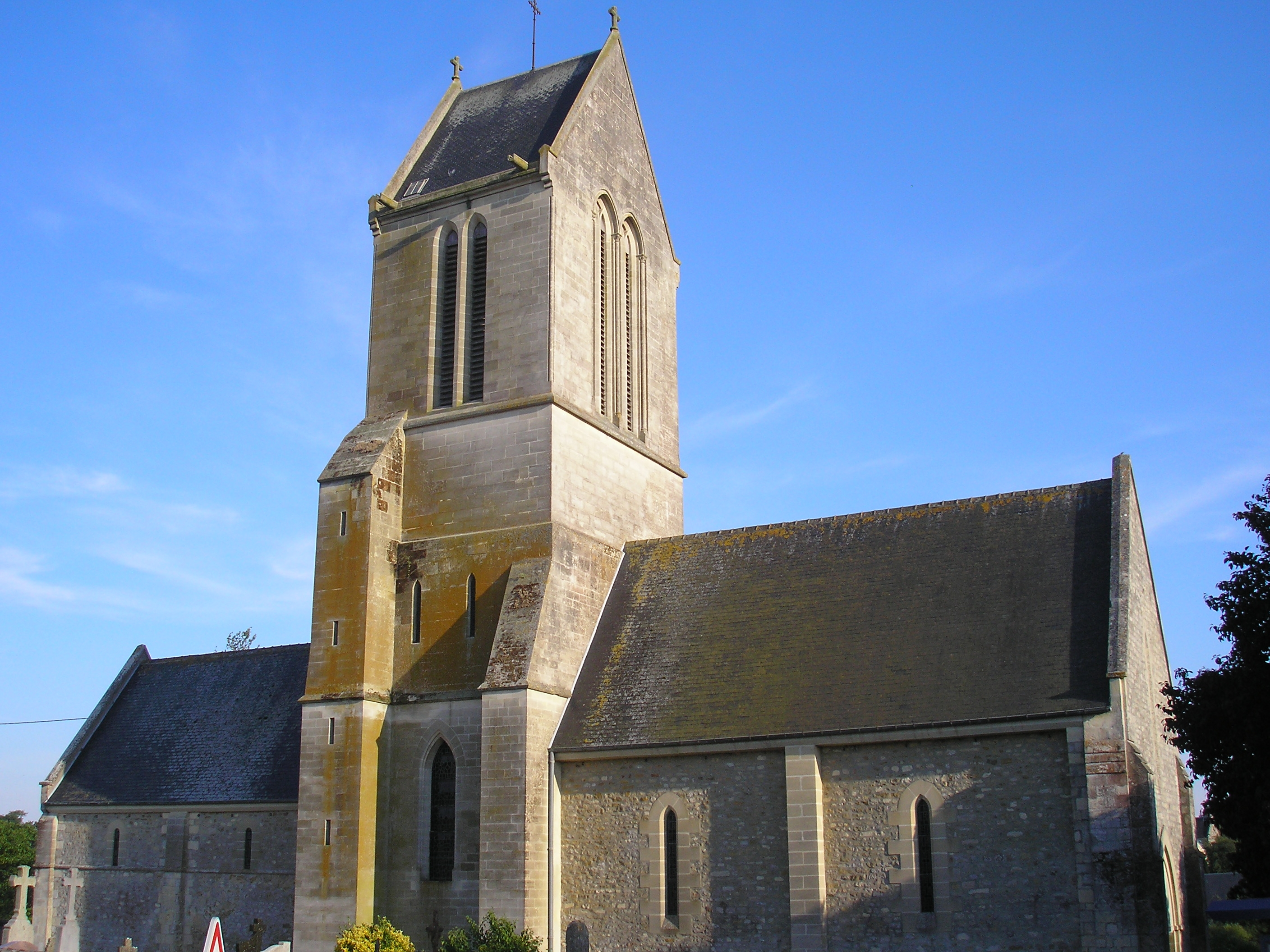
Kirche Saint-Martin

## Persönlichkeiten
- Charles Porée (1675–1741), Schriftsteller